# Chamaecrista fasciculata
Chamaecrista fasciculata, es una especie de leguminosa nativa de la mayor parte del este de los Estados Unidos.

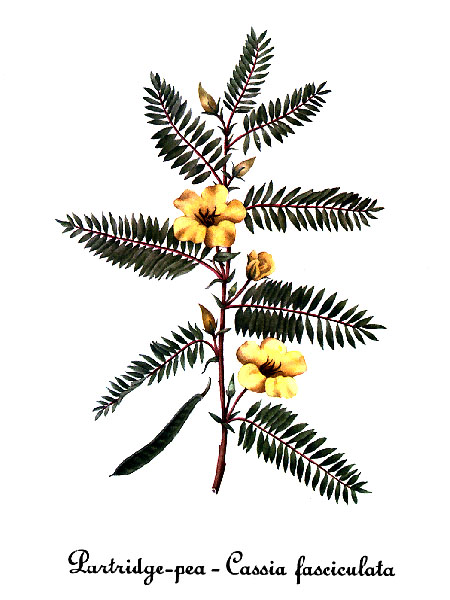
Ilustración

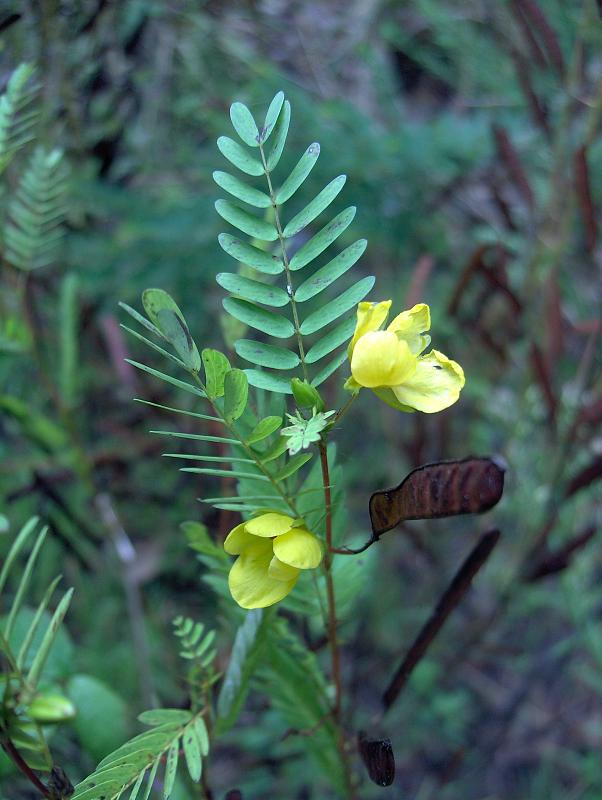
Detalle de las hojas

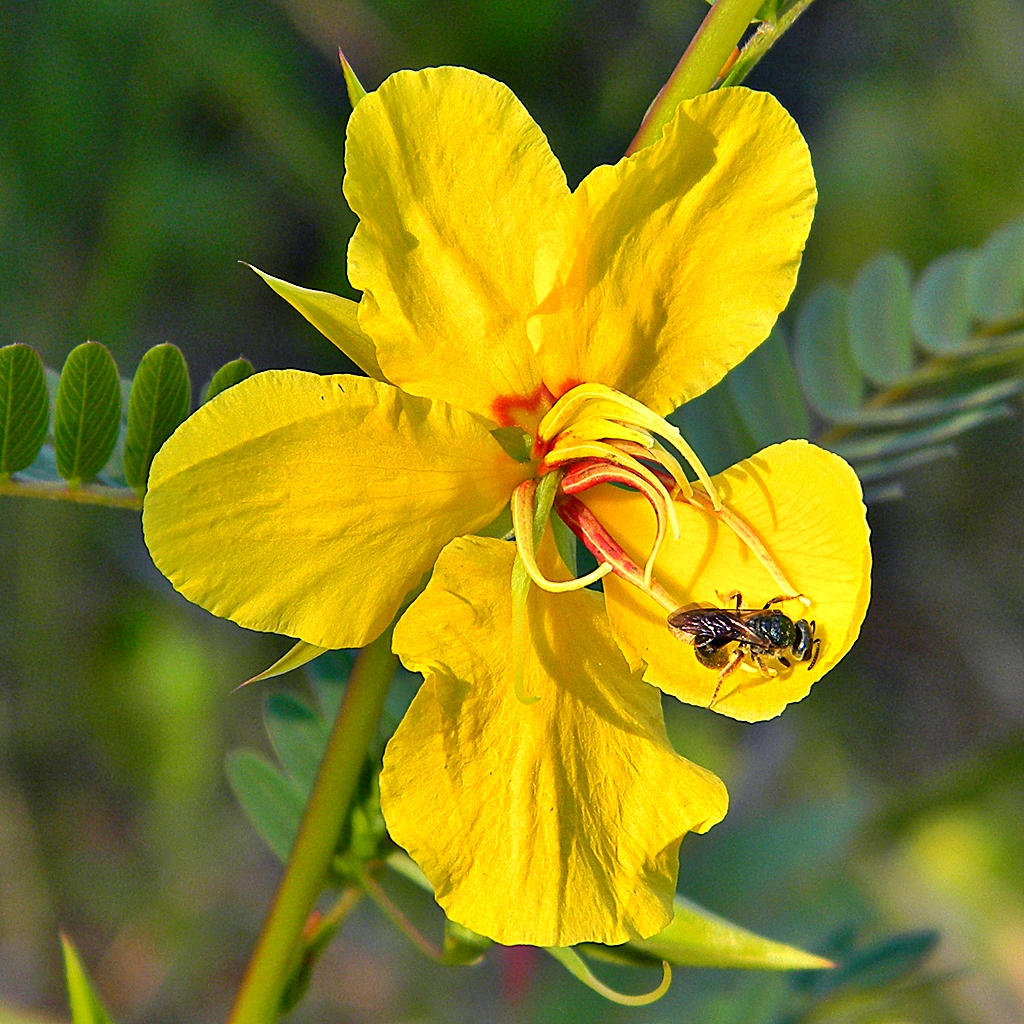
Detalle de la flor

## Descripción
Es una planta anual que crece alcanza un tamaño de hasta unos 0,5 metros de altura. Tiene flores de color amarillo brillante desde principios de verano hasta la primera helada, con flores a través de toda la temporada de floración si la lluvia es suficiente.
Las flores son hermafroditas, aunque una fracción de las plantas, menos de 5 %, no producen suficiente polen para reproducirse como masculinas. Este fenómeno ha sido estudiado en una variedad de plantas como un posible paso evolutivo hacia la dioecia, en la que las flores masculinas y femeninas se producen en plantas separadas. C. fasciculata es polinizada únicamente por las abejas.

## Ecología
Prospera en áreas que han sido quemadas recientemente antes de disminuir en número en los años siguientes. Se considera una excelente opción para la siembra en áreas perturbadas, ya que rápidamente proporciona la prevención de la erosión, al tiempo que permite a otras plantas establecerse. También se cultiva como planta ornamental o para la producción de miel.

## Taxonomía
Chamaecrista fasciculata fue descrito por (Michx.) Greene y publicado en Pittonia 3(17C): 242. 1897.
Etimología
Chamaecrista: nombre genérico que deriva de las palabras griegas: chamae = "bajo, enano" y crista = "cresta".
fasciculata: epíteto latíno que significa "empaquetada".
Sinonimia
- Cassia brachiata (Pollard) J.F.Macbr.
- Cassia chamaecrista L.
- Cassia depressa Pollard
- Cassia fasciculata Michx.
- Cassia fisheri Cory
- Cassia greenei Standl.
- Cassia littoralis (Pollard) Cory
- Cassia mississipiensis Pollard
- Cassia pulchella Salisb.
- Cassia robusta (Pollard) Pollard
- Cassia rostrata (Wooton & Standl.) Tiderstr.
- Cassia triflora Jacq.
- Cassia venosa Zuccagni
- Chamaecrista bellula Pollard
- Chamaecrista brachiata Pollard
- Chamaecrista camporum Greene
- Chamaecrista chamaecrista (L.) Britton
- Chamaecrista depressa (Pollard) Greene
- Chamaecrista ferrisiae Britton & Rose
- Chamaecrista littoralis Pollard
- Chamaecrista mississippiensis (Pollard) A.Heller
- Chamaecrista puberula Greene
- Chamaecrista robusta (Pollard) A.Heller
- Chamaecrista rostrata Wooton & Standl.
- Chamaecrista tracyi Pollard
- Grimaldia chamaecrista Link
- Xamacrista triflora Raf.[7]